# Tetrastigma yunnanense
Tetrastigma yunnanense är en vinväxtart som beskrevs av François Gagnepain. Tetrastigma yunnanense ingår i släktet Tetrastigma och familjen vinväxter. Utöver nominatformen finns också underarten T. y. mollissimum.